# Đền thờ của lòng thương xót và từ thiện

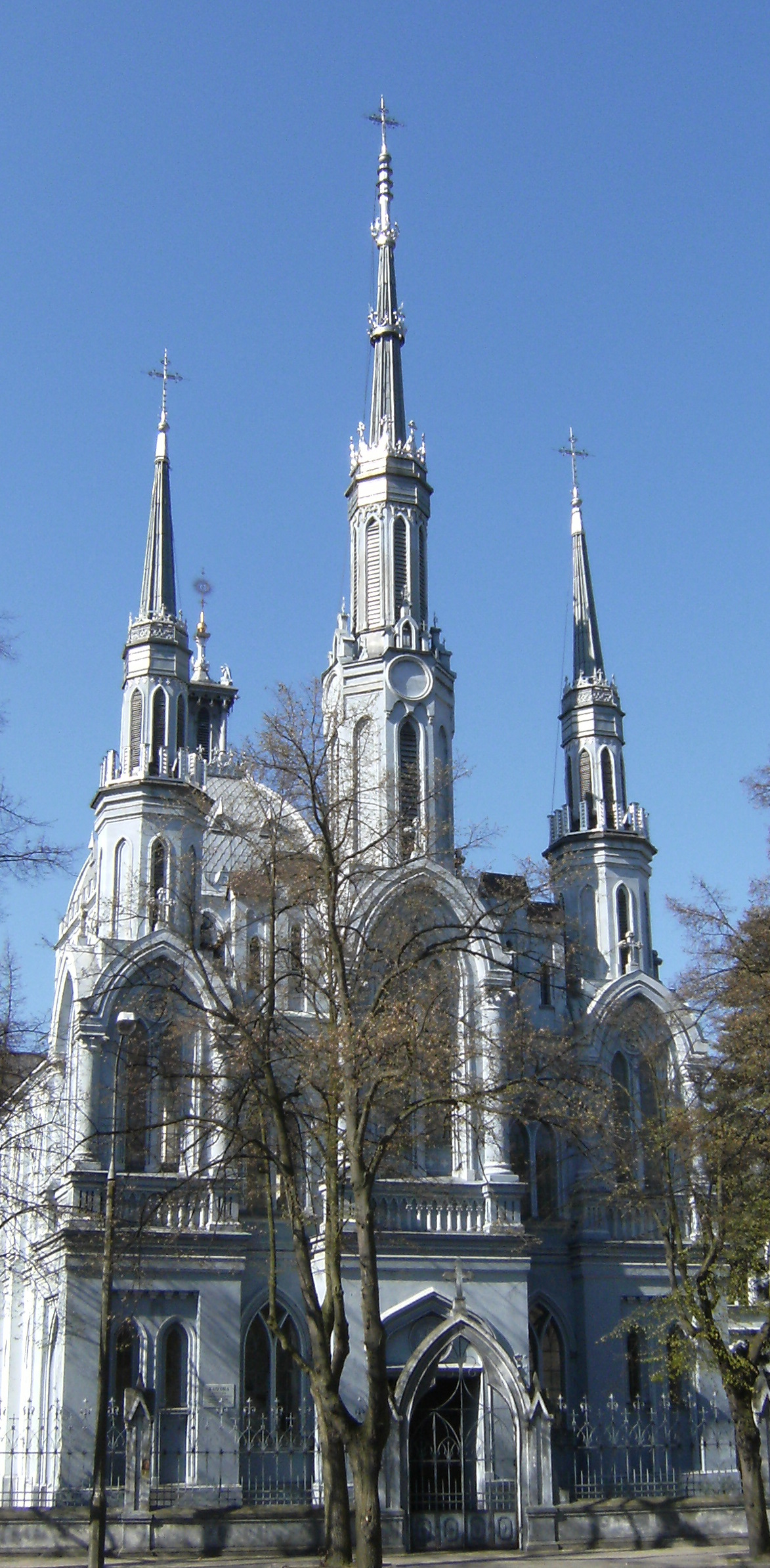
Đền thờ của lòng thương xót và từ thiện ở Płock

Đền thờ của lòng thương xót và từ thiện (tiếng Ba Lan: Świątynia Miłosierdzia i Miłości) là một nhà thờ Mariavite ở Płock ở miền trung Ba Lan. Nó nằm gần sông Vistula.

## Ý nghĩa
Đền thờ là trung tâm tôn giáo của Nhà thờ Mariavite và có ngôi mộ của người sáng lập nơi này Feliksa Kozłowska, cũng như một tấm bia tưởng niệm tưởng niệm nhà lãnh đạo đầu tiên của nó Jan Maria Michał Kowalski. Nó cũng là trọng tâm của những cuộc hành hương của những người theo Giáo hội Mariavite. Lễ kỷ niệm tôn giáo chính diễn ra vào ngày 15 tháng 8, ngày Giả định Đức Trinh Nữ Maria, cũng trùng với lễ thánh hiến của nhà thờ.

## Lịch sử
Nhà thờ được xây dựng trên nền của một manor nhỏ với hai gian nhà phụ đã được mua vào năm 1902 bởi người sáng lập của phái Feliksa Kozłowska. Việc xây dựng ngôi đền diễn ra từ năm 1911 đến 1914 và được tài trợ chủ yếu từ các bộ sưu tập của cộng đồng Mariavite.

## Kiến trúc
Đền được thiết kế theo kiểu kiến trúc của Neo-Gothic của người Anh, theo hướng dẫn từ người sáng lập giáo phái Feliksa Kozłowska thông qua Giám mục Jan Maria Michał Kowalski. Các khía cạnh kỹ thuật của kế hoạch đã được sửa chữa bởi hai linh mục Mariavite khác, Wacław Przysiecki và Feliks Szymanowski.
Nhà thờ được xây dựng trên một kế hoạch hình chữ E để tượng trưng cho chữ Thánh Thể. Nằm trên đỉnh của mái vòm chính là một hào quang khổng lồ được yêu mến bởi bốn vị thiên sứ, mỗi đo gần 4 feet chiều cao. Cụm từ sau đây có thể được đọc bên dưới: " Adorujmy Chrystusa Króla panującego và narodami ", dịch sang tiếng Anh là "Chúng ta hãy tôn thờ Chúa Kitô Vua trị vì tất cả các quốc gia". Trên đỉnh của ba tòa tháp đặc trưng của nó là các vương miện, với ba trên tháp trung tâm cũng như một trên mỗi tháp phụ.
Bên ngoài ngôi đền có màu xám, trong khi nội thất được thể hiện màu trắng. Nội thất là trần của bất kỳ kiến trúc trang trí cũng như sự vắng mặt của bàn thờ bên. Trọng tâm của tòa nhà hướng sự chú ý duy nhất về phía bàn thờ chính nằm ở phần trung tâm của ngôi đền. Một chiếc baldaquin mạ vàng nằm trên đỉnh bốn cây cột. Một vương miện của Giáo hoàng cũng như Chìa khóa của Thánh Peter được cố định trên mặt trước của màn trướng, để tượng trưng cho Giáo hội Mariavite, thẩm quyền cao nhất được tìm thấy trong Giêsu, hiện diện trong nhà thờ qua sự sùng kính nhiệt thành của họ đối với Chầu Thánh Thể. Bên cạnh bàn thờ là các quầy hàng kiểu gothic nơi các giáo sĩ Mariavite sẽ ngồi trong các lễ kỷ niệm tôn giáo. Các cánh cửa, ghế và sàn của Đền thờ Lòng thương xót và Từ thiện đều được chạm khắc từ gỗ sồi.
Ngoài thi thể của Feliksa Kozłowska, dưới lòng đất của Đền thờ còn lưu giữ các hầm mộ của các giám mục quan trọng của Nhà thờ Mariavite.

## Hình ảnh

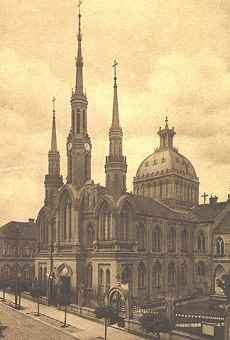
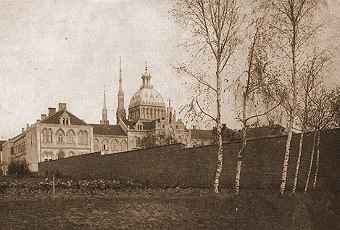
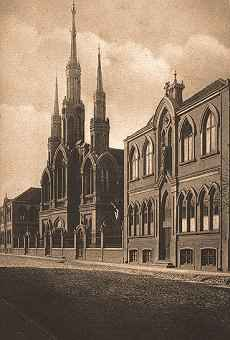
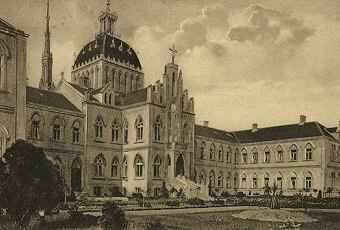
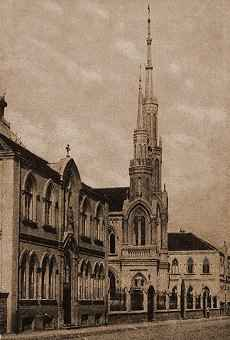